# 韋伯納姆 (密蘇里州)
韋伯納姆（英語：Viburnum）是位於美國密蘇里州艾昂縣的城市。

## 人口
根據2020年美國人口普查的數據，韋伯納姆的面積為4.47平方千米，當中陸地面積為4.45平方千米，而水域面積為0.02平方千米。當地共有人口667人，而人口密度為每平方千米149人。